# Christoph Columbus (1922)
Christoph Columbus ist ein deutsches Seefahrer-Stummfilmdrama aus dem Jahre 1922 mit Albert Bassermann in der Hauptrolle.

## Handlung
Der Film folgt einerseits den historischen Erkenntnissen über die Entdeckungsreisen seines Titelhelden, webt aber zahlreiche fiktive Ereignisse, vor allem amouröser Natur, in das Handlungskonstrukt. So lässt diese Geschichte den Film-Columbus deshalb auf große Fahrt gen Westen lossegeln, um das von seinem Schwiegervater Perestrello, dem Gouverneur von Madeira, begonnene Erforschungswerk zu vollenden. Columbus hält vor dem entscheidenden Rat Vorträge über seine Seereisen und bricht schließlich zu seinen Seeabenteuern auf. Nach seiner langen Überfahrt und der Erkundung des „entdeckten“ Territoriums, deren „wilde“ Bewohner dem Neuankömmling in schimmernder Rüstung unterwürfig huldigen, kehrt Columbus nach Spanien zurück und wird in Palos de la Frontera herzlich begrüßt.

## Produktionsnotizen
Christoph Columbus passierte am 25. November 1922 die Filmzensur und erlebte seine Uraufführung am 16. Februar 1923 im Berliner Primus-Palast. Der Film wurde für die Jugend freigegeben. Der bekannte Stuntman Harry Froeboess sorgte für die sportlichen Sondereinlagen.

## Kritik
Wiens Neue Freie Presse berichtete anlässlich der österreichischen Erstaufführung des Films, der dort unter dem Titel Jenseits des Ozeans lief, in ihrer Ausgabe vom 29. April 1924: „Der historische Film ist für Schreiber und Regisseur gleich verlockend: das Publikum scheint erfahrungsgemäß Vorliebe für ‚Kostümfilme‘ zu haben. Die Schwierigkeit liegt darin, die historisch festgelegte Persönlichkeit filmisch wirksam zu gestalten. Der Verfasser des ‚Christoph Columbus‘ löst eine Aufgabe, in dem er sich wohl in großen Umrissen an das Geschichtlich-Tatsächliche hält, im übrigen aber den Entdecker Amerikas zum Mittelpunkt von Liebesaffären macht, die kaum geeignet sind, das Interesse für den großen Mann zu erhöhen. Im Gegenteil. (…) Wir wollen nicht so indiskret sein, nach dem Herstellungsort des Filmes zu forschen. Die Heimat des Columbus wird es sicher nicht gewesen sein. Man kann nicht häufig genug auf die Unmöglichkeit hinweisen, wirklich gute Filme in ‚gestellter‘ Umgebung zu schaffen. Kulisse darf nur im äußersten Notfalle verwendet werden. (...) Die Ankunft des Columbus in Lohengrinrüstung auf dem entdeckten Eiland … ist ‚Kino‘ und nicht im beste Sinne. Anzuerkennen bleibt, wie immer, saubere technische Arbeit Bemühung der Regie und vorzügliche Schauspieler.“